# Kővágószőlős
Kővágószőlős là một thị trấn thuộc hạt Baranya, Hungary. Thị trấn này có diện tích 18,25 km², dân số năm 2010 là 1288 người, mật độ 71 người/km².